# Moedermavo
De moedermavo was een vorm van zogenoemd 'tweedekansonderwijs' in Nederland. Het doel was volwassenen boven de 18 jaar de mogelijkheid te geven alsnog een schooldiploma te behalen. Ten opzichte van de al bestaande avondscholen was het verschil dat de lessen overdag werden gegeven, zodat deze vorm van voortgezet onderwijs voor een veel grotere doelgroep toegankelijk werd.

## Geschiedenis

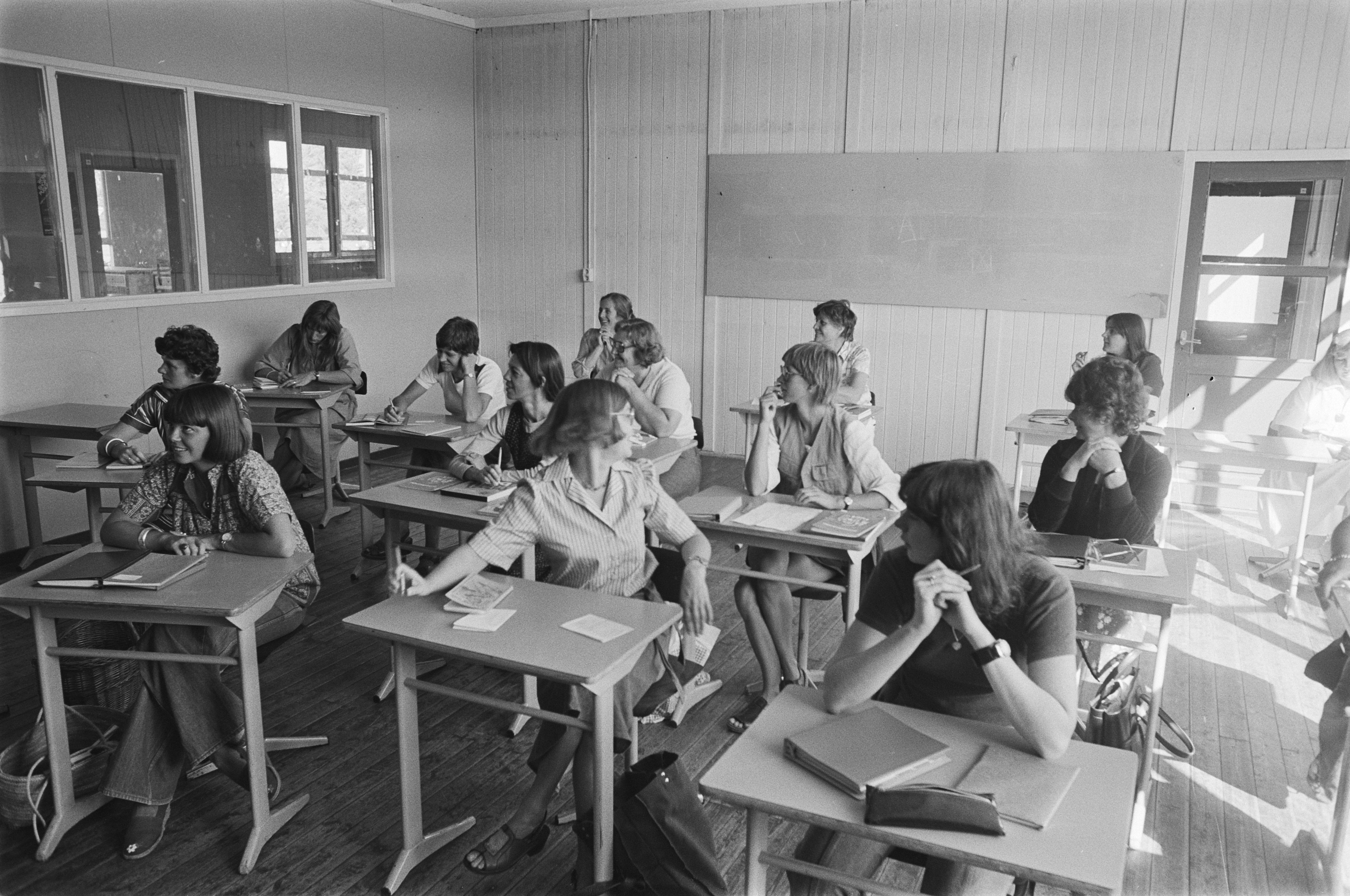
Klas Moedermavo in 1976 in Amsterdam

De moedermavo werd ingevoerd tijdens de kabinetsperiode van het kabinet-Den Uyl (1973-1977) met dr. Jos van Kemenade als minister van onderwijs en wetenschappen. 'Mavo' is de afkorting voor middelbaar algemeen voortgezet onderwijs. Deze Nederlandse onderwijsvorm heet nu vmbo-theoretische leerweg. Veel volwassenen, maar voornamelijk moeders, hebben van die tweede kans gebruikgemaakt. Er waren in die tijd nog heel wat vrouwen die toen zij tiener waren geen verder onderwijs na de lagere school of huishoudschool hadden gevolgd, of dit hadden afgebroken en daar op iets latere leeftijd spijt van kregen. 
Het eerste initiatief werd genomen in 1975 in Middenmeer door de directeur van de katholieke dr. Ariënsmavo aldaar, de heer Ton Remmers (†2000). Al snel was de term 'moedermavo' geboren. Die bood de mogelijkheid om deelcertificaten of het mavodiploma te behalen. De lesuren voor de moedermavo werden voor de moeders gunstig aangepast aan die van de schoolgaande jeugd. Zo begon de les een kwartier later dan bij de basisscholen en eindigde die een kwartier eerder. Aan veel moedermavo's waren ook crèches en/of peuterspeelzalen verbonden. Hierdoor werd het voor moeders mogelijk zorg en opleiding te combineren. 
Bij de reguliere mavo duurde de opleiding vier schooljaren, maar bij de moedermavo drie schooljaren, doordat er alleen in de examenvakken les werd gegeven. Aan het eind van de drie jaar legde men in zes vakken het landelijke eindexamen af en ontving men, bij voldoend resultaat, het reguliere mavodiploma. Omdat velen daarna wilden doorstuderen, werden veel moedermavo's later uitgebreid met afdelingen voor havo en vwo.
De moedermavo's, -havo's en -vwo's namen in de jaren tachtig een hoge vlucht, maar in de loop van de jaren negentig was dat voorbij. De tegenwoordige scholen voor voortgezet algemeen volwassenenonderwijs (vavo's) waarin zij opgingen, hebben andere doelgroepen op het oog, met name jongvolwassenen zonder startkwalificatie. Sinds de verplichte fusies van de jaren negentig, op grond van de bve-wet, zijn de vavo's onderdeel van ROC's.